# Victoria (bướm đêm)
Victoria là một chi bướm đêm thuộc họ Geometridae.